# Леонтија
Леонтија (лат. Leontia; умрла после 610.) је била византијска царица, супруга цара Фоке (602-610). Титулу августе добила је 27. новембра 602. године, два дана након уласка Фокиних трупа у Цариград. Царица је била до Фокиног свргавања 610. године од стране Ираклија. Да ли је погубљена заједно са њим 5. октобра 610. године, није забележено у историјским изворима. Међутим, надаље се њено име не помињње у изворној грађи. Фоки је родила ћерку Доменцију, која је била удата за генерала Приска. 

## Биографија

### Долазак на власт
Маврикије је владао Византијским царством од 582. до 602. године. Водио је низ балканских кампања и успешно успоставио северну границу своје државе на реци Дунаву. До зиме 602. године, његови стратешки циљеви укључивали су осигурање контроле над Панонијом, подручјем које ће касније бити познато као Влахија. Када је одредио да византијска војска проведе зиму 602/603. године на северној обали Дунава, исцрпљене трупе су уместо тога подигле побуну против легитимног цара. Као вођа побуне појавио се Фока. Војска је кренула у марш ка Цариграду. Маврикије се такође суочио и са нередима у самом Цариграду, изазваним глађу. Побегао је из града пре доласка Фоке и његових трупа. 
Ускршња хроника даје хронолошки приказ успона Фоке и Леонтије на престо. Фока је 23. новембра 602. године проглашен царем од стране својих трупа, али изван престонице. Два дана касније Фока је ушао у Цариград. Становништво града прихватило га је за цара. Прогласио је трке двоколица у част свог доласка на престо. Леонтија је ушла у град као нова царица. Они су већ неко време били у браку. 

### Царица
Према хроници Теофана Исповедника, Леонтија је званично крунисана за августу 27. новембра 602. године. Према историји Теофилакта Симокате, нови царски пар организовао је поворку кроз град по обичајима. Свечана пригода обележена је и поновним сукобима Плавих и Зелених, два тркачка клуба.  Плави су довели у питање легитимитет новог цара, подсећајући га да је Маврикије још увек жив. Фока је реаговао наредивши погубљење Маврикија и његових синова, што се догодило пре краја дана. Наиме, Маврикије, Константина и њихова деца су 22. новембра 602. године напустили Цариград на ратном броду. Нереди широм царства почелу су због глади. Побуњена војска под Фоком стигла је испред градских капија. Фока је 23. новембра проглашен царем.  Маврикијев брод је, суочен са зимском олујом на мору, потражио уточиште на азијској обали Мраморног мора, недалеко од Никомедије. Маврикије је патио од артритиса, па је био онеспособљен од јаких болова током пловидбе морем. Трупе одане Фоки неколико дана касније ухватиле су свргнуту царску породицу и одвеле их у Халкедон. Дана 27. новембра свих пет синова цара Маврикија погубљени су пред очима њиховог оца. Маврикије је потом такође погубљен. Константина је преживела. Наставила је да живи као удовица.

### Леонтијина ћерка
Једино познато дете Леонтије и Фоке била је њихова ћерка Доменција. Наводно је добила име по баби са очеве стране. Била је удата за Приска, који је обављао функцију Комеса Ескубиторума. Теофан је забележио да је брак организован 607. године. Хроника Јована Антиохијског извештава о томе да је дошло до сукоба између Фоке и његовог зета. На тркама двоколица, Фока, Леонтија, Доменција и Приск појавили су се заједно на Цариградском хиподрому. На сликама овог догађаја, Приск је представљен као наследник Фоке. Фока је због тога био бесан и наредио је да се оне униште.  Наводно је инцидент проузроковао да се Приск окрене против свог свекра. 

### Свргавање
Фока је свргнут и погубљен од стране Ираклија октобра 610. године. Погубљена су и његова браћа, Доментиол и Коментиол. Да ли је и Леонтија погубљена, не зна се.  Она се касније не помиње у историјским изворима. Приск је подржао Ираклија и наставио да обавља своју функцију до 5. децембра 612. године. Касније га је заменио Никита, Ираклијев рођак. Приск је приморан да се замонаши. Према Ускршњој хроници, умро је у манастиру Хора 613. године. Да ли је Леонтија имала потомке из брака Приска и њене ћерке, није познато. 